# Joana d'Aza
Juana de Aza, anomenada Juana Garcés (Haza, 1135 - Caleruega, 1205) fou una dona castellana, mare de sant Domènec de Guzmán i del beat Manés de Guzmán. És venerada com a beata per l'Església catòlica.

## Biografia
Juana Garcés era d'una família benestant d'Haza, filla de García Garcés, noble, alferes major de Castella, i de Sancha Pérez. Cap al 1160 va casar-se amb Félix Núñez de Guzmán, del veí poble de Caleruega, amb qui va tenir tres fills: Antonio, Manés i Domingo. Una tradició diu que aquest últim nom el posà la mare en honor de sant Domènec de la Calzada, a qui va atribuir que l'embaràs i el part anés bé.
Molt pietosa, va criar cristianament els seus fills i va fer nombroses obres de caritat. Feia vida austera i destacava pel seu amor a l'Eucaristia, que va transmetre als fills.
Les primeres biografies de Sant Domènec no n'esmenten els noms dels pares, només la llegenda segons la qual la mare va tenir un somni on veia que del seu si sortia un gos amb una torxa encesa a la boca (un símbol del paper del seu fill). Diuen que els pares van criar cristianament els fills, com també un oncle arxipreste. Ja al segle xiii se'n donen els noms de Juana i Felix, i al segle xiv es diu que el pare era vir venerabilis et dives in populo suo ("un home venerable i ric al seu poble"). Biògrafs posteriors van identificar els pares amb el comanador Félix de Guzmán i la seva mare amb la famíla dels Aza.

## Posterioritat
Fou soterrada a la parròquia de San Sebastián de Caleruega, però els dominics van traslladar-ne les restes al seu convent de Peñafiel.
Els pares de Domènec de Guzmán són citats per Dante Alighieri al cant XII del "Paradís" de la Divina Commedia:
| «                                        | O padre suo veramente Felice! oh madre sua veramente Giovanna, se interpretata val come si dice! | » |
| — Dante Alighieri, Paradiso, XII 78 - 81 |                                                                                                  |   |

| « | O pare seu verament Feliç! [Fèlix] oh mare seva verament Joana, així interpretada val com quan es diu! | » |

Fou beatificada l'1 d'octubre de 1828 per Lleó XII.